# Лопирьова Вікторія Петрівна
Вікто́рія Лопирьо́ва (рос. Виктория Петровна Лопырёва, нар. 26 липня 1983) — російська модель, володарка титулу «Міс Росія».
Як модель брала участь у фотосесії для таких відомих видань, як «Cosmopolitan», «Gala», «Future TV», «Краса», «Краса без кордонів», «Робітниця», «Домашний очаг», «NRG», «Maxim».
Вікторія Лопирьова була директором конкурсу «Міс Росія».
Вела програму «Футбольна ніч», була однією з співведучих у програмі «Питання, ще питання!» на телевізійному каналі НТВ. Учасниця реаліті-шоу «Останній герой». Також у 2009 році була ведучою програми «Реальний спорт» на телеканалі Post TV. Вікторія була членом журі в шоу «Надбання республіки» Першого еанала. У 2011 р. стали ведучою передачі «Швидка модна допомога» на каналі МУЗ-ТВ, а з 2012 р. веде програму «Щастя! Відеоверсія» на новому каналі «Ю».

## Біографія
Вікторія Петрівна Лопирьова народилася 26 липня 1983 року в Ростові-на-Дону.
Дитинство Вікторії пройшло в Ростові-на-Дону. У підлітковому віці стала отримувати пропозиції від модельних агентств, однак відповідала на них відмовою.

## Сім'я
Батьки були людьми творчими. Мати — журналіст і модель, батько — художник. Дідусь Вікторії Лопирьова: гірський інженер і військовий льотчик. Бабуся: педагог і театральний художник.
На початку 2013 року Вікторія Лопирьова оголосила про свої заручини з футболістом «Динамо» Федором Смоловим.

## Досягнення
- Фіналістка конкурсу «Elite Model Look — 99»
- Лауреат конкурсу «Super Model of the World — 2000»
- «Фотомодель Дона — 2000»
- «Найкраща модель Півдня Росії — 2001»
- Міс «Фото Росії — 2001»
- «Обличчя року — 2001»
- «Фурор року — 2001»
- «Ростовська красуня — 2001»
- «Donbass Open — 2002»
- «Міс Росія — 2003».

Вікторія Лопирьова почала кар'єру телеведучої в 2005 році на центральному каналі Російського телебачення.

## Телебачення
- Співведуча Льва Новоженова у програмі «Питання! Ще питання» на НТВ.
- Ведуча конкурсу «Міс Європа» на центральних каналах Європи
- Ведуча програми «Футбольна ніч» на телеканалі НТВ
- Учасниця шоу «Останній герой» на Першому Каналі
- Ведуча програми «Реальний спорт» на Post TV
- Член журі в шоу «Надбання Республіки» на Першому Каналі
- Ведуча програми «Швидка модна допомога» на телеканалі МУЗ ТБ
- Зоряний куратор у програмі «Fashion Академія» на телеканалі МУЗ ТБ

Ведуча програми «Щастя! Відеоверсія» на каналі Ю.
Визнана «Найбільш стильною телеведучою року» за версією World Fashion Chanel